# Charles Antoine Callamard
 (janvier 2023).
Si vous disposez d'ouvrages ou d'articles de référence ou si vous connaissez des sites web de qualité traitant du thème abordé ici, merci de compléter l'article en donnant les références utiles à sa vérifiabilité et en les liant à la section « Notes et références ».
Pour les articles homonymes, voir Callamard.
Charles Antoine Callamard (parfois écrit Callamare) est un sculpteur français né le 25 mars 1769 à Paris et mort dans la même ville le 16 août 1815,.

## Biographie
Ce sculpteur reste peu connu car sa carrière fut courte. 
Il a été l'élève de Pajou après être entré à l'école des Beaux-Arts dans sa quinzième année. Il avait obtenu la troisième médaille en 1790, la deuxièmeen 1791, le second prix en 1792. Il réalise un buste d'Antoine Fabre d'Olivet en 1799.
Il obtient le Grand prix de sculpture 1797 mais il ne séjourne effectivement à Rome qu'entre 1800 et 1806, une fois l'Académie de France réinstallée,.
Callamard s'inscrit dans le renouveau classique et le goût pour l'antique qui marquent la période. Il réalise notamment des groupes sculptés présentant des figures allégoriques habillées à l'antique, prônant les nouvelles idées politiques nées de la Révolution.  
Pendant son séjour en Italie, il a commencé à réaliser une statue en marbre de Napoléon, représenté nu tenant un sabre d'une main et une branche d'olivier de l'autre, une tête plus grande que nature de Laetitia Bonaparte, une tête de Minerve. 
Il est de retour en France en 1807. Il réalise pour l'arc de triomphe du Carrousel un bas-relief représentant les arts. Il fut ensuite chargé de sculpter deux bas-reliefs pour les côtés de la tribune de Jean Goujon au palais du Louvre, deux grands bas-reliefs demi-circulaires pour un escalier de l'aile de la Colonnade du côté sud et plusieurs bas-reliefs pour la colonne Vendôme. Il a exécuté deux bas-reliefs pour une manufacture de MM. Péchard et Lenoir.
Il a exécuté une statue représentant Oreste à la demande du gouvernement, exposée au Salon de 1812, ainsi qu'une statue de 12 pieds de haut du Général d'Espagne, Jean-Louis-Brigitte Espagne, comte d'Empire (1769-1809).
Sa dernière grande œuvre est une statue en marbre d'une jeune fille représentant l' Adolescence. En 1813 il détruisit une statue de Vénus victorieuse qu'il ne trouvait pas réussie.
En 1814, au moment de l'invasion de la France par les armées Alliées, il se trouvait malade. Ne supportant pas cette occupation, il s'est tué en 1815 après avoir rédigé une note sur l'organisation de son enterrement.

## Œuvres
Une liste de ses œuvres est donnée sur la base Joconde du ministère de la Culture.
- La Liberté terrassant l'hydre du despotisme (sculpture en terre cuite), 1794, Musée des Beaux-Arts de Rouen (Inv. 988.5.1.)
- Buste d'une bacchante (sculpture en terre cuite), Musée des Beaux-Arts de Rouen (Inv. 997.1.1.)

### Sources
- « Charles Antoine Callamard », site du musée des Beaux-Arts de Rouen.